# Pető Kata
Pető Kata (Budapest, 1979. október 27. –) magyar színésznő, énekesnő, jelmeztervező.Szőnyi Ferenc operaénekes unokája.

## Élete
1998-ban érettségizett az Eötvös József Gimnáziumban. 1998 és 2000 között a Bartók Béla Konzervatórium ének szakára és az ELTE BTK esztétika szakára járt. 2004-ben szerzett színész diplomát a Színház- és Filmművészeti Egyetemen. 2022-ben doktorált szintén a Színház és Filmművészeti Egyetemen. 2004-től 2007-ig a kaposvári Csiky Gergely Színház tagja. 2009-től szabadúszó, 2011-2013- ig a Schauspielhaus Graz színésze. 2013-2015 között a Szputnyik Hajózási Társaság művésze. A Sadant zenekar énekese. Beszél franciául, angolul, németül, olaszul. Jelenleg szabadúszó színész és jelmeztervező.

### Családja
Párja 2021-ig Porogi Ádám, egy kislányuk van, Mária.  Egy korábbi kapcsolatából van egy fia, János. 
2025. május 31.-én hozzáment Rohonyi Barnabáshoz.

## Színházi szerepei
- MILF (Jurányi)
- Medeia (Jurányi)
- Kurázsi gyermekei (Radnóti Tesla)
- Titkaink(Pintér Béla Társulat)
- Az őrült, az orvos, a tanítványok és az ördög (Pintér Béla Társulat)
- Anyaszemefénye (Pintér Béla Társulat)
- A Démon gyermekei (Pintér Béla Társulat)
- Szutyok (Pintér Béla Társulat)
- Egy százalék indián (Látókép)
- Kálmán nap (Látókép)

- A maratoni futók tiszteletkört futnak (Csiky Gergely Színház)
- akezdetvége (Szputnyik Hajózási Társaság)
- Amerika (Schauspielhaus Graz - Szputnyik Hajózási Társaság)
- A Mester és Margarita (Schauspielhaus Graz - Szputnyik Hajózási Társaság)
- Angyaltár 2.0 (Mu Színház)
- Antigoné (Szputnyik Hajózási Társaság)
- Attack (Színház- és Filmművészeti Egyetem - Ódry Színpad)
- Aura - Transzparens illúzió (Természetes Vészek Kollektíva)
- Az átváltozás (Sanyi és Aranka Színház)
- Az óra, amikor semmit sem tudtunk egymásról (Schauspielhaus Graz - Szputnyik Hajózási Társaság)
- Baal (Színház- és Filmművészeti Egyetem - Ódry Színpad)
- Bérháztörténetek (Szputnyik Hajózási Társaság)
- Blackbird (Orlai Produkciós Iroda)
- Címzett ismeretlen (Spinoza Színház)
- Cseresznyéskert I. (Szputnyik Hajózási Társaság)
- Csiky kabaré (Csiky Gergely Színház)
- Csókos asszony (Csiky Gergely Színház)
- Das Ballhaus (Schauspielhaus Graz - Szputnyik Hajózási Társaság)
- D.J. avagy az Istentagadó (Zsámbéki Színházi- és Művészeti Bázis)
- Dundo Maroje (Csiky Gergely Színház)
- Effi Briest (FÜGE Produkció)
- Ezekben az időtlen órákban (Thália Színház)
- Hippolyt (Orlai Produkciós Iroda)
- Ingyenélők (Új Színház)
- Koldusopera (Schauspielhaus Graz)
- Lakodalom (Színház- és Filmművészeti Egyetem - Ódry Színpad)
- Leselkedők (Szputnyik Hajózási Társaság - STEREO Akt)
- Lili bárónő (Csiky Gergely Színház)
- Liliom (Schauspielhaus Graz)
- Metro (Színház- és Filmművészeti Egyetem - Ódry Színpad)
- Motel (Katona József Színház)
- Párnaember (Szputnyik Hajózási Társaság, 011 Alkotócsoport)
- Reflex (Szputnyik Hajózási Társaság)
- Részeg józanok (Budapesti Kamaraszínház - Shure Stúdió)
- Social Error - The last man in Budapest (Szputnyik Hajózási Társaság)
- Szentivánéji álom (Schauspielhaus Graz - Szputnyik Hajózási Társaság)
- Szorongás Orfeum (Színház- és Filmművészeti Egyetem - Ódry Színpad)
- Terecske (Zsámbéki Színházi- és Művészeti Bázis)
- Törmelékek (Szputnyik Hajózási Társaság)
- Tranzit (Schauspielhaus Köln - Szputnyik Hajózási Társaság)
- Tündöklő középszer (Pintér Béla Társulata)
- Úrhatnám polgár (Szolnoki Szigligeti Színház)
- Van Gogh szerelme (Jászai Mari Színház, Népház)
- Vándoristenek (Fogasház)
- Veszett fejsze (Csiky Gergely Színház)
- Vesztegzár a Grand Hotelben (Csiky Gergely Színház)
- 56 06 / őrült lélek vert hadak (Csiky Gergely Színház)

## Filmjei
- Paraziták a Paradicsomban (szín., magyar fekete komédia, 2018)
- Viktória - A zürichi expressz (szín., magyarul beszélő, svájci filmdráma, 2014)
- Couch Surf (szín., magyar vígjáték, 2014)
- Ischler (szín., magyar kisjátékf., 2014)
- Part (szín., magyar kisjátékf., 2011)
- Az utolsó kép (szín., magyar kisjátékf., 2010)
- Riport (szín., magyar kisjátékf., 2009)
- Overnight (szín., magyar-német filmdráma, 2007)
- Premier (szín., magyar játékf., 2006)
- Projekció (szín., magyar kísérleti f., 2006)
- Káosz 2005 (szín., magyar játékf., 2005)
- Miraq (szín., magyar játékf., 2005)
- Ember a tükörben (szín., magyar kísérleti f., 2004)
- Fekete-fehér, igen-nem (szín., magyar kisjátékf., 2001)
- Könyveskép (TV-műsor)
- "56 06 / Őrült lélek, vert hadak" (magyar színházi felv.) (TV-film)

## Zenék
- Sadant - Left
- Sadant - Godmode